# Danh sách tiểu hành tinh: 10601–10700
| Tên                   | Tên đầu tiên | Ngày phát hiện       | Nơi phát hiện                      | Người phát hiện                                        |
| --------------------- | ------------ | -------------------- | ---------------------------------- | ------------------------------------------------------ |
| 10601 Hiwatashi       | 1996 UC      | 16 tháng 10 năm 1996 | Kuma Kogen                         | A. Nakamura                                            |
| 10602 -               | 1996 UG3     | 16 tháng 10 năm 1996 | Kiyosato                           | S. Otomo                                               |
| 10603 -               | 1996 UF4     | 29 tháng 10 năm 1996 | Xinglong                           | Chương trình tiểu hành tinh Bắc Kinh Schmidt CCD       |
| 10604 Susanoo         | 1996 VJ      | 3 tháng 11 năm 1996  | Oohira                             | T. Urata                                               |
| 10605 Guidoni         | 1996 VC1     | 3 tháng 11 năm 1996  | Sormano                            | V. Giuliani, F. Manca                                  |
| 10606 Crocco          | 1996 VD1     | 3 tháng 11 năm 1996  | Sormano                            | V. Giuliani, F. Manca                                  |
| 10607 Amandahatton    | 1996 VQ6     | 13 tháng 11 năm 1996 | Prescott                           | P. G. Comba                                            |
| 10608 Mameta          | 1996 VB9     | 7 tháng 11 năm 1996  | Kitami                             | K. Endate, K. Watanabe                                 |
| 10609 Hirai           | 1996 WC3     | 28 tháng 11 năm 1996 | Kuma Kogen                         | A. Nakamura                                            |
| 10610 -               | 1996 XR1     | 2 tháng 12 năm 1996  | Oizumi                             | T. Kobayashi                                           |
| 10611 -               | 1997 BB1     | 23 tháng 1 năm 1997  | Xinglong                           | Chương trình tiểu hành tinh Bắc Kinh Schmidt CCD       |
| 10612 Houffalize      | 1997 JR17    | 3 tháng 5 năm 1997   | La Silla                           | E. W. Elst                                             |
| 10613 Kushinadahime   | 1997 RO3     | 4 tháng 9 năm 1997   | Nachi-Katsuura                     | Y. Shimizu, T. Urata                                   |
| 10614 -               | 1997 UH1     | 21 tháng 10 năm 1997 | Nachi-Katsuura                     | Y. Shimizu, T. Urata                                   |
| 10615 -               | 1997 UK3     | 16 tháng 10 năm 1997 | Oizumi                             | T. Kobayashi                                           |
| 10616 Inouetakeshi    | 1997 UW8     | 25 tháng 10 năm 1997 | Kitami                             | K. Endate, K. Watanabe                                 |
| 10617 Takumi          | 1997 UK24    | 25 tháng 10 năm 1997 | Nyukasa                            | M. Hirasawa, S. Suzuki                                 |
| 10618 -               | 1997 VU3     | 6 tháng 11 năm 1997  | Oizumi                             | T. Kobayashi                                           |
| 10619 Ninigi          | 1997 WO13    | 27 tháng 11 năm 1997 | Gekko                              | T. Kagawa, T. Urata                                    |
| 10620 -               | 1997 WQ34    | 29 tháng 11 năm 1997 | Socorro                            | LINEAR                                                 |
| 10621 -               | 1997 XN      | 3 tháng 12 năm 1997  | Oizumi                             | T. Kobayashi                                           |
| 10622 -               | 1997 XA12    | 5 tháng 12 năm 1997  | Socorro                            | LINEAR                                                 |
| 10623 -               | 1997 YP7     | 27 tháng 12 năm 1997 | Oizumi                             | T. Kobayashi                                           |
| 10624 -               | 1997 YR13    | 31 tháng 12 năm 1997 | Oizumi                             | T. Kobayashi                                           |
| 10625 -               | 1998 AC8     | 2 tháng 1 năm 1998   | Socorro                            | LINEAR                                                 |
| 10626 Zajíc           | 1998 AP8     | 10 tháng 1 năm 1998  | Ondřejov                           | L. Šarounová                                           |
| 10627 Ookuninushi     | 1998 BW2     | 19 tháng 1 năm 1998  | Nachi-Katsuura                     | Y. Shimizu, T. Urata                                   |
| 10628 Feuerbacher     | 1998 BD5     | 18 tháng 1 năm 1998  | Caussols                           | ODAS                                                   |
| 10629 -               | 1998 BK11    | 23 tháng 1 năm 1998  | Socorro                            | LINEAR                                                 |
| 10630 -               | 1998 BV12    | 23 tháng 1 năm 1998  | Socorro                            | LINEAR                                                 |
| 10631 -               | 1998 BM15    | 24 tháng 1 năm 1998  | Haleakala                          | NEAT                                                   |
| 10632 -               | 1998 CV1     | 1 tháng 2 năm 1998   | Xinglong                           | Chương trình tiểu hành tinh Bắc Kinh Schmidt CCD       |
| 10633 Akimasa         | 1998 DP1     | 20 tháng 2 năm 1998  | Ondřejov                           | P. Pravec                                              |
| 10634 Pepibican       | 1998 GM1     | 8 tháng 4 năm 1998   | Ondřejov                           | L. Šarounová                                           |
| 10635 -               | 1998 QH8     | 17 tháng 8 năm 1998  | Socorro                            | LINEAR                                                 |
| 10636 -               | 1998 QK56    | 28 tháng 8 năm 1998  | Socorro                            | LINEAR                                                 |
| 10637 Heimlich        | 1998 QP104   | 26 tháng 8 năm 1998  | La Silla                           | E. W. Elst                                             |
| 10638 McGlothlin      | 1998 SV54    | 16 tháng 9 năm 1998  | Anderson Mesa                      | LONEOS                                                 |
| 10639 Gleason         | 1998 VV41    | 14 tháng 11 năm 1998 | Kitt Peak                          | Spacewatch                                             |
| 10640 -               | 1998 WU19    | 25 tháng 11 năm 1998 | Socorro                            | LINEAR                                                 |
| 10641 -               | 1998 XS52    | 14 tháng 12 năm 1998 | Socorro                            | LINEAR                                                 |
| 10642 Charmaine       | 1999 BF8     | 19 tháng 1 năm 1999  | San Marcello                       | A. Boattini, L. Tesi                                   |
| 10643 -               | 1999 CE78    | 12 tháng 2 năm 1999  | Socorro                            | LINEAR                                                 |
| 10644 -               | 1999 DM2     | 19 tháng 2 năm 1999  | Oizumi                             | T. Kobayashi                                           |
| 10645 Brač            | 1999 ES4     | 14 tháng 3 năm 1999  | Đài thiên văn Zvjezdarnica Višnjan | K. Korlević                                            |
| 10646 Machielalberts  | 2077 P-L     | 16 tháng 9 năm 1960  | Palomar                            | C. J. van Houten, I. van Houten-Groeneveld, T. Gehrels |
| 10647 Meesters        | 3074 P-L     | 25 tháng 9 năm 1960  | Palomar                            | C. J. van Houten, I. van Houten-Groeneveld             |
| 10648 Plancius        | 4089 P-L     | 24 tháng 9 năm 1960  | Palomar                            | C. J. van Houten, I. van Houten-Groeneveld, T. Gehrels |
| 10649 VOC             | 4098 P-L     | 24 tháng 9 năm 1960  | Palomar                            | C. J. van Houten, I. van Houten-Groeneveld, T. Gehrels |
| 10650 Houtman         | 4110 P-L     | 24 tháng 9 năm 1960  | Palomar                            | C. J. van Houten, I. van Houten-Groeneveld             |
| 10651 van Linschoten  | 4522 P-L     | 24 tháng 9 năm 1960  | Palomar                            | C. J. van Houten, I. van Houten-Groeneveld, T. Gehrels |
| 10652 Blaeu           | 4599 P-L     | 24 tháng 9 năm 1960  | Palomar                            | C. J. van Houten, I. van Houten-Groeneveld, T. Gehrels |
| 10653 Witsen          | 6030 P-L     | 24 tháng 9 năm 1960  | Palomar                            | C. J. van Houten, I. van Houten-Groeneveld, T. Gehrels |
| 10654 Bontekoe        | 6673 P-L     | 24 tháng 9 năm 1960  | Palomar                            | C. J. van Houten, I. van Houten-Groeneveld, T. Gehrels |
| 10655 Pietkeyser      | 9535 P-L     | 17 tháng 10 năm 1960 | Palomar                            | C. J. van Houten, I. van Houten-Groeneveld, T. Gehrels |
| 10656 Albrecht        | 2213 T-1     | 25 tháng 3 năm 1971  | Palomar                            | C. J. van Houten, I. van Houten-Groeneveld, T. Gehrels |
| 10657 Wanach          | 2251 T-1     | 25 tháng 3 năm 1971  | Palomar                            | C. J. van Houten, I. van Houten-Groeneveld, T. Gehrels |
| 10658 Gretadevries    | 2281 T-1     | 25 tháng 3 năm 1971  | Palomar                            | C. J. van Houten, I. van Houten-Groeneveld, T. Gehrels |
| 10659 Sauerland       | 3266 T-1     | 26 tháng 3 năm 1971  | Palomar                            | C. J. van Houten, I. van Houten-Groeneveld, T. Gehrels |
| 10660 Felixhormuth    | 4348 T-1     | 26 tháng 3 năm 1971  | Palomar                            | C. J. van Houten, I. van Houten-Groeneveld, T. Gehrels |
| 10661 Teutoburgerwald | 1211 T-2     | 29 tháng 9 năm 1973  | Palomar                            | C. J. van Houten, I. van Houten-Groeneveld, T. Gehrels |
| 10662 Peterwisse      | 3201 T-2     | 30 tháng 9 năm 1973  | Palomar                            | C. J. van Houten, I. van Houten-Groeneveld, T. Gehrels |
| 10663 Schwarzwald     | 4283 T-2     | 29 tháng 9 năm 1973  | Palomar                            | C. J. van Houten, I. van Houten-Groeneveld, T. Gehrels |
| 10664 Phemios         | 5187 T-2     | 25 tháng 9 năm 1973  | Palomar                            | C. J. van Houten, I. van Houten-Groeneveld, T. Gehrels |
| 10665 Ortigão         | 3019 T-3     | 16 tháng 10 năm 1977 | Palomar                            | C. J. van Houten, I. van Houten-Groeneveld, T. Gehrels |
| 10666 Feldberg        | 4171 T-3     | 16 tháng 10 năm 1977 | Palomar                            | C. J. van Houten, I. van Houten-Groeneveld, T. Gehrels |
| 10667 van Marxveldt   | 1975 UA      | 28 tháng 10 năm 1975 | Palomar                            | T. Gehrels                                             |
| 10668 -               | 1976 UB1     | 24 tháng 10 năm 1976 | La Silla                           | R. M. West                                             |
| 10669 Herfordia       | 1977 FN      | 16 tháng 3 năm 1977  | La Silla                           | H.-E. Schuster                                         |
| 10670 Seminozhenko    | 1977 PP1     | 14 tháng 8 năm 1977  | Nauchnij                           | N. S. Chernykh                                         |
| 10671 Mazurova        | 1977 RR6     | 11 tháng 9 năm 1977  | Nauchnij                           | N. S. Chernykh                                         |
| 10672 Kostyukova      | 1978 QE      | 31 tháng 8 năm 1978  | Nauchnij                           | N. S. Chernykh                                         |
| 10673 -               | 1978 VU5     | 7 tháng 11 năm 1978  | Palomar                            | E. F. Helin, S. J. Bus                                 |
| 10674 -               | 1978 VT10    | 7 tháng 11 năm 1978  | Palomar                            | E. F. Helin, S. J. Bus                                 |
| 10675 Kharlamov       | 1978 VE15    | 1 tháng 11 năm 1978  | Nauchnij                           | L. V. Zhuravleva                                       |
| 10676 Jamesmcdanell   | 1979 MD2     | 25 tháng 6 năm 1979  | Siding Spring                      | E. F. Helin, S. J. Bus                                 |
| 10677 -               | 1979 MN3     | 25 tháng 6 năm 1979  | Siding Spring                      | E. F. Helin, S. J. Bus                                 |
| 10678 -               | 1979 MG6     | 25 tháng 6 năm 1979  | Siding Spring                      | E. F. Helin, S. J. Bus                                 |
| 10679 -               | 1979 MH6     | 25 tháng 6 năm 1979  | Siding Spring                      | E. F. Helin, S. J. Bus                                 |
| 10680 -               | 1979 ME8     | 25 tháng 6 năm 1979  | Siding Spring                      | E. F. Helin, S. J. Bus                                 |
| 10681 Khture          | 1979 TH2     | 14 tháng 10 năm 1979 | Nauchnij                           | N. S. Chernykh                                         |
| 10682 -               | 1980 KK      | 22 tháng 5 năm 1980  | La Silla                           | H. Debehogne                                           |
| 10683 Carter          | 1980 LY      | 10 tháng 6 năm 1980  | Palomar                            | C. S. Shoemaker, E. M. Shoemaker                       |
| 10684 Babkina         | 1980 RV2     | 8 tháng 9 năm 1980   | Nauchnij                           | L. V. Zhuravleva                                       |
| 10685 Kharkivuniver   | 1980 VO      | 9 tháng 11 năm 1980  | Anderson Mesa                      | E. Bowell                                              |
| 10686 -               | 1980 VX2     | 1 tháng 11 năm 1980  | Palomar                            | S. J. Bus                                              |
| 10687 -               | 1980 XX      | 7 tháng 12 năm 1980  | Nanking                            | Purple Mountain Observatory                            |
| 10688 -               | 1981 DK      | 28 tháng 2 năm 1981  | Siding Spring                      | S. J. Bus                                              |
| 10689 -               | 1981 DZ1     | 28 tháng 2 năm 1981  | Siding Spring                      | S. J. Bus                                              |
| 10690 -               | 1981 DO3     | 28 tháng 2 năm 1981  | Siding Spring                      | S. J. Bus                                              |
| 10691 -               | 1981 EJ19    | 2 tháng 3 năm 1981   | Siding Spring                      | S. J. Bus                                              |
| 10692 -               | 1981 EK19    | 2 tháng 3 năm 1981   | Siding Spring                      | S. J. Bus                                              |
| 10693 -               | 1981 ES20    | 2 tháng 3 năm 1981   | Siding Spring                      | S. J. Bus                                              |
| 10694 -               | 1981 EH21    | 2 tháng 3 năm 1981   | Siding Spring                      | S. J. Bus                                              |
| 10695 -               | 1981 ER21    | 2 tháng 3 năm 1981   | Siding Spring                      | S. J. Bus                                              |
| 10696 -               | 1981 EO24    | 2 tháng 3 năm 1981   | Siding Spring                      | S. J. Bus                                              |
| 10697 -               | 1981 EO40    | 2 tháng 3 năm 1981   | Siding Spring                      | S. J. Bus                                              |
| 10698 -               | 1981 EJ43    | 3 tháng 3 năm 1981   | Siding Spring                      | S. J. Bus                                              |
| 10699 -               | 1981 ES43    | 6 tháng 3 năm 1981   | Siding Spring                      | S. J. Bus                                              |
| 10700 -               | 1981 ET47    | 2 tháng 3 năm 1981   | Siding Spring                      | S. J. Bus                                              |